# Catharsius hertli
Catharsius hertli är en skalbaggsart som beskrevs av Ferreira 1964. Catharsius hertli ingår i släktet Catharsius och familjen bladhorningar. Inga underarter finns listade.